# Karstädt (Mecklembourg-Poméranie-Occidentale)
Karstädt est une municipalité allemande du land de Mecklembourg-Poméranie-Occidentale et l'arrondissement de Ludwigslust-Parchim.